# Campeonato Mundial de Atletismo de 2007 - 5000 m feminino
A competição dos 5000 metros feminino no Campeonato Mundial de Atletismo de 2007 foi realizada no Estádio Nagai, em Osaka, no Japão, entre os dias 29 de agosto a 1 de setembro de 2007.

## Recordes
Antes desta competição, os recordes mundiais e do campeonato nesta prova eram os seguintes:
| Tipo                  | Atleta          | Tempo    | Local     | Data                 |
| --------------------- | --------------- | -------- | --------- | -------------------- |
|                       | Meseret Defar   | 14:16.63 | Oslo      | 15 de junho de 2007  |
| Recorde do campeonato | Tirunesh Dibaba | 14:38.59 | Helsinque | 13 de agosto de 2005 |

## Medalhistas
| Ouro                | Prata                  | Bronze                          |
| Meseret Defar (ETH) | Vivian Cheruiyot (KEN) | Priscah Jepleting Cherono (KEN) |

## Calendário
Todos os horários estão no horário local (UTC+9)
| Data          | Horário | Fase          |
| ------------- | ------- | ------------- |
| 29 de agosto  | 20:05   | Eliminatórias |
| 1 de setembro | 20:30   | Final         |

## Resultados

### Eliminatórias
Qualificação: Os 5 primeiros de cada bateria (Q) e os 5 melhores tempos (q) avançam para as finais.
| Pos. | Bateria | Atleta                    | Nacionalidade  | Tempo    | Notas                |
| ---- | ------- | ------------------------- | -------------- | -------- | -------------------- |
| 1    | 1       | Elvan Abeylegesse         | Turquia        | 15:06.26 | Q,                   |
| 2    | 1       | Vivian Cheruiyot          | Quênia         | 15:06.54 | Q                    |
| 3    | 1       | Sylvia Jebiwott Kibet     | Quênia         | 15:06.54 | Q                    |
| 4    | 1       | Gelete Burka              | Etiópia        | 15:07.21 | Q                    |
| 5    | 1       | Shalane Flanagan          | Estados Unidos | 15:07.47 | Q                    |
| 6    | 2       | Meseret Defar             | Etiópia        | 15:10.13 | Q                    |
| 7    | 2       | Meselech Melkamu          | Etiópia        | 15:10.32 | Q                    |
| 8    | 2       | Priscah Jepleting Cherono | Quênia         | 15:11.22 | Q                    |
| 9    | 2       | Joanne Pavey              | Grã-Bretanha   | 15:11.83 | Q,                   |
| 10   | 2       | Jennifer Rhines           | Estados Unidos | 15:14.30 | Q                    |
| 11   | 2       | Silvia Weissteiner        | Itália         | 15:15.74 | q                    |
| 12   | 2       | Mariya Konovalova         | Rússia         | 15:16.49 | q                    |
| 13   | 1       | Volha Krautsova           | Bielorrússia   | 15:17.64 | q,                   |
| 14   | 1       | Kayoko Fukushi            | Japão          | 15:19.67 | q                    |
| 15   | 2       | Jessica Augusto           | Portugal       | 15:21.23 | q                    |
| 16   | 1       | Simret Sultan             | Eritreia       | 15:25.29 |                      |
| 17   | 2       | Kayo Sugihara             | Japão          | 15:31.44 |                      |
| 18   | 2       | Zakia Mrisho Mohamed      | Tanzânia       | 15:33.81 |                      |
| 19   | 2       | Mary Teresa Cullen        | Irlanda        | 15:40.53 |                      |
| 20   | 2       | Angeline Nyiransabimana   | Ruanda         | 15:53.23 | Recorde nacional     |
| 21   | 1       | Michelle Sikes            | Estados Unidos | 15:54.06 |                      |
| 22   | 1       | Nora Leticia Rocha        | México         | 16:34.74 |                      |
| 23   | 1       | Lucia Chandamale          | Malawi         | 16:35.75 | Recorde pessoal      |
| 24   | 1       | Francine Niyonizigiye     | Burundi        | 17:25.22 | Recorde da temporada |
| 25   | 2       | Gabriela Traña            | Costa Rica     | 17:45.56 | Recorde da temporada |
| -    | 2       | Mariem Alaoui Selsouli    | Marrocos       | DNF      |                      |
| -    | 1       | Tirunesh Dibaba           | Etiópia        | DNS      |                      |
| -    | 1       | Yekaterina Volkova        | Rússia         | DNS      |                      |

### Final
A final ocorreu dia 1 de setembro às 20:30.
| Pos.              | Atleta                    | Nacionalidade  | Tempo    | Notas                |
| ----------------- | ------------------------- | -------------- | -------- | -------------------- |
| Medalha de ouro   | Meseret Defar             | Etiópia        | 14:57.91 |                      |
| Medalha de prata  | Vivian Cheruiyot          | Quênia         | 14:58.50 |                      |
| Medalha de bronze | Priscah Jepleting Cherono | Quênia         | 14:59.21 |                      |
| 4                 | Sylvia Jebiwott Kibet     | Quênia         | 14:59.26 | Recorde pessoal      |
| 5                 | Elvan Abeylegesse         | Turquia        | 15:00.88 | Recorde da temporada |
| 6                 | Meselech Melkamu          | Etiópia        | 15:01.42 |                      |
| 7                 | Jennifer Rhines           | Estados Unidos | 15:03.09 |                      |
| 8                 | Shalane Flanagan          | Estados Unidos | 15:03.86 |                      |
| 9                 | Joanne Pavey              | Grã-Bretanha   | 15:04.77 | Recorde da temporada |
| 10                | Gelete Burka              | Etiópia        | 15:07.46 |                      |
| 11                | Mariya Konovalova         | Rússia         | 15:09.71 |                      |
| 12                | Silvia Weissteiner        | Itália         | 15:11.81 | Recorde pessoal      |
| 13                | Volha Krautsova           | Bielorrússia   | 15:11.82 | Recorde da temporada |
| 14                | Kayoko Fukushi            | Japão          | 15:19.40 |                      |
| 15                | Jessica Augusto           | Portugal       | 15:24.93 |                      |

Legenda
| Recorde mundial       | Recorde mundial (World record)               |                       | Recorde africano                      | Recorde africano (African) |                                           | Q | Classificado por posição (Qualified) |
| Recorde do campeonato | Recorde do campeonato (Championship record)  | Recorde da América    | Recorde da América (Americas)         | q                          | Classificado por melhor tempo (Qualified) |   |                                      |
| Melhor marca do ano   | Melhor marca do ano (World leading)          | Recorde asiático      | Recorde asiático (Asian)              | DNS                        | Não largou (Did not start)                |   |                                      |
| Recorde nacional      | Recorde nacional (National record)           | Recorde europeu       | Recorde europeu (European)            | DNF                        | Não terminou (Did not finish)             |   |                                      |
| Recorde pessoal       | Recorde pessoal do atleta (Personal best)    | Recorde da Oceania    | Recorde da Oceania (Oceania)          | DSQ / DQ                   | Desclassificado (Disqualified)            |   |                                      |
| Recorde da temporada  | Recorde da temporada do atleta (Season best) | Recorde sul-americano | Recorde sul-americano (South America) | NM                         | Sem marca (No mark)                       |   |                                      |